# Norwegische Badmintonmeisterschaft 1964
Die Norwegische Badmintonmeisterschaft 1964 fand in Sandefjord statt. Es war die 20. Austragung der nationalen Meisterschaften von Norwegen im Badminton.

## Titelträger
| Disziplin    | Sieger                            |
| ------------ | --------------------------------- |
| Herreneinzel | Harald Nettli                     |
| Dameneinzel  | Ragnhild Holand                   |
| Herrendoppel | Tore Engebretsen Per Corneliussen |
| Damendoppel  | Randi Holand Ragnhild Holand      |
| Mixed        | Jan Holtnæs Lisser Ytterborg      |